# Joaquina Kalukango
Joaquina Kalukango (Atlanta, 1989) è un'attrice statunitense.

## Biografia
Joaquina Kalukango ha studiato recitazione alla Juilliard School e ha cominciato a recitare professionalmente dai primi anni 2010, apparendo in diverse produzioni di opere di prosa e musical. Dopo aver interpretato Sarah Brown in Ragtime ad Ithaca, nell'ottobre 2011 fece il suo debutto a Broadway in un revival del musical di Stephen Schwartz Godspel. 
Nel 2012 fece il suo esordio nell'Off-Broadway nel dramma Hurt Village e per la sua interpretazione ottenne il plauso della critica, vinse il Theatre World Award e fu candidata al Drama Desk Award e all'Outer Critics Circle Award alla migliore attrice non protagonista in un'opera teatrale. Dopo aver recitato nel dramma The Mountaintop a Washington, nel 2013 interpretò Cleopatra in un allestimento di Antonio e Cleopatra co-prodotto dalla Royal Shakespeare Company e diretto dal premio Oscar Tarell Alvin McCraney. L'anno successivo tornò a recitare a Broadway con il musical Holler If Ya Hear Me.
Nel luglio 2015 recitò in un allestimento semi-scenico di The Wild Party al New York City Center con Steven Pasquale, Sutton Foster, Miriam Shor e Brandon Victor Dixon, mentre nel novembre dello stesso anno tornò a Broadway in un revival del musical The Color Purple in cui recitava accanto a Cynthia Erivo e Jennifer Hudson per la regia di John Doyle. Dopo aver recitato nel musical Premio Pulitzer How to Succeed in Business Without Really Trying nel 2018, nel 2019 tornò a calcare le scene di Broadway nel dramma di Jeremy O. Harris Slave Play, rimpiazzando Teyonah Parris nel ruolo di Kaneisha; per la sua interpretazione ha ottenuto una nomination al Tony Award alla miglior attrice protagonista in un'opera teatrale. Nel 2022 è tornata a recitare a Broadway in Paradise Square, per cui ha vinto il Tony Award alla miglior attrice protagonista in un musical, ed Into the Woods.

## Filmografia

### Cinema
- Quella notte a Miami... (One Night in Miami), regia di Regina King (2020)

### Televisione
- When They See Us, regia di Ava DuVernay – miniserie TV, puntata 3 (2019)
- Instinct – serie TV, episodio 2x10 (2019)
- Lovecraft Country - La terra dei demoni (Lovecraft Country) - serie TV, 4 episodi (2020)
- Lawmen - La storia di Bass Reeves (Lawmen: Bass Reeves), regia di Christina Alexandra Voros e Damian Marcano – miniserie TV, 6 puntate (2023)

## Teatro
- Ragtime, libretto di Terrence McNally, testi di Lynn Ahrens, colonna sonora di Stephen Flaherty. The Hangar Theatre di Ithaca (2011)
- Godspell, libretto di John-Michael Tebelak, colonna sonora di Stephen Schwartz, regia di Daniel Goldstein. Circle in the Square Theatre di Broadway (2011)
- Hurt Village di Katori Hall, regia di Patricia McGregor. Pershing Square Signature Center di New York (2012)
- Emotional Creature di Eve Ensler, regia di Jo Bonney. Berkeley Repertory Theatre di Berkeley, Pershing Square Signature Center di New York (2012)
- The Mountaintop di Katori Hall, regia di Robert O'Hara. Alley Theatre di Houston, Arena Stage di Washington (2013)
- Antonio e Cleopatra di William Shakespeare, regia di Tarell Alvin McCraney. Swan Theatre di Stratford-upon-Avon, Colony Theater di Miami (2013), Public Theater di New York (2014)
- Holler If Ya Hear Me, libretto di Todd Kreidler, testi di Tupac Amaru Shakur, colonna sonora di autori vari, regia di Kenny Leon. Palace Theatre di Broadway (2014)
- Our Lady of Kibeho di Katori Hall, regia di Michael Greif. Pershing Square Signature Center di New York (2014)
- The Wild Party, libretto di Joseph Moncure March, colonna sonora di Andrew Lippa, regia di Leigh Silverman. New York City Center di New York (2015)
- Seven Guitars di August Wilson, regia di Colman Domingo. Actors Theatre di Louisville (2015)
- The Color Purple, libretto di Marsha Norman, colonna sonora di Brenda Russell, Allee Willis e Stephen Bray, regia di John Doyle. Bernard B. Jacobs Theatre di Broadway (2015)
- The Red Letter Plays: Fucking A di Suzan-Lori Parks, regia di Jo Bonney. Pershing Square Signature Center di New York (2017)
- How to Succeed in Business Without Really Trying, libretto di Abe Burrows, Jack Weinstock e Willie Gilbert, colonna sonora di Frank Loesser, regia di Marc Bruni. Kennedy Center di Washington (2018)
- Slave Play di Jeremy O. Harris, regia di Robert O'Hara. John Golden Theatre di Broadway (2019)
- Paradise Square, libretto di Christina Anderson, Marcus Gardley, Larry Kirwan e Craig Lucas, testi di Masi Asare and Nathan Tysen, colonna sonora di Jason Howland, regia di Moisés Kaufman. Ethel Barrymore Theatre di Broadway (2022)
- Into the Woods, libretto di James Lapine, colonna sonora di Stephen Sondheim, regia di Lear deBessonet. Saint James Theatre di Broadway (2022)
- Jelly's Last Jam, libretto di George C. Wolfe e Susan Birkenhead, colonna sonora di Jelly Roll Morton e Luther Henderson, regia di Robert O'Hara. City Center di New York (2024)

## Riconoscimenti
- Tony Award
  - 2021 – Candidatura alla miglior attrice protagonista in un'opera teatrale per Slave Play
  - 2022 – Miglior attrice protagonista in un musical per Paradise Square
- Drama Desk Award
  - 2012 – Candidatura alla miglior attrice non protagonista in un'opera teatrale per Hurt Village
  - 2022 – Miglior attrice protagonista in un musical per Paradise Square
- Drama League Award
  - 2022 – Candidatura alla miglior performance per Paradise Square
- Outer Critics Circle Award
  - 2022 – Candidatura alla miglior attrice protagonista in un musical per Paradise Square
- Screen Actors Guild Award
  - 2021 – Candidatura al miglior cast cinematografico per Quella notte a Miami...

## Doppiatrici italiane
Nelle versioni in italiano delle opere in cui ha recitato, Joaquina Kalukango è stata doppiata da:
- Angela Brusa in Lovecraft Country - La terra dei demoni
- Eva Padoan in Quella notte a Miami...
- Emanuela Damasio in Lawmen - La storia di Bass Reeves